# Convención sobre el Ejercicio de Profesiones Liberales de 1889
La Convención sobre el Ejercicio de Profesiones Liberales de 1889 es un tratado firmado en el ámbito del Congreso Sudamericano de Derecho Internacional Privado de Montevideo en 1888 y 1889, en el que se habilita a nacionales o extranjeros que hayan obtenido un título o diploma expedido por la autoridad nacional competente de un Estado parte para ejercer profesiones liberales en ese Estado, a obtener la reválida automática en los otros Estados parte siempre que se exhiba el título original y la acreditación de su titular.

## Fundamento
Según Alfonsín, los títulos académicos y profesionales que habilitan para el ejercicio de ciertas profesiones solamente tienen eficacia en el Estado en el que fueron expedidos. Por lo tanto, quienes obtuvieron tales títulos en un Estado no pueden ejercer su profesión en otro, de otro modo incurrirían en el ejercicio ilegal de la profesión, lo cual en general la normativa penal de muchos países tipifican como delito, a menos que en el otro Estado no se exija la habilitación para esa profesión. Del mismo modo, no puede usar públicamente o atribuirse un título para el que no está habilitado en el otro país, de lo contrario afectaría los intereses de los profesionales locales.
Sin embargo, los Estados por su voluntad pueden revalidar los títulos expedidos en otro Estado, autorizando a su titular a ejercer la profesión y a utilizar las denominaciones y títulos dentro de sus fronteras, siempre que cumpla con las condiciones requeridas en ese Estado.
Además, los Estados pueden convenir entre sí la reválida recíproca de los títulos emitidos en los territorios respectivos. Cuando hay confianza en la capacitación de las personas habilitadas por el título, se acuerda la revalidación automática sin necesidad de exámenes o comprobaciones; si no, se acuerda la revalidación sujeta a ciertas condiciones, como por ejemplo la necesidad de la equivalencia en el programa de estudios o que la persona haya ejercido la profesión en el país de origen durante cierto tiempo.
Según Alfonsín, esta Convención «prestó buenos servicios» cuando la preparación profesional era similar en todos los Estados parte, pero debido a que con el paso del tiempo esta se desniveló, aquella cada vez tuvo menos resultados y comenzó a ser cada vez más resistida entre los círculos profesionales debido a su forma liberal de revalidación, lo cual motivó a revisar la Convención durante el Segundo Congreso Sudamericano de Derecho Internacional Privado en 1939 y 1940.

## Contenido
El tratado comprende seis artículos, de los cuales los primeros dos son la parte sustantiva, el tercero y cuarto sobre su firma y ratificación, el quinto establece el procedimiento de denuncia para retirarse del tratado y el sexto habilita la adhesión posterior de otros estados que no hayan sido parte del Congreso. A pesar de lo que sugiere el título, esta Convención trata sobre la reválida de títulos habilitantes y no sobre su ejercicio.
En su artículo primero la convención estableció un régimen de reválidas automáticas muy amplio, en el que se habilita a tanto a los nacionales como a los extranjeros titulados en un Estado parte para poder ejercer profesiones liberales, a obtener la reválida en cualquiera de los otros Estados parte, requiriendo tan solo la exhibición del título o diploma previa legalización del documento y la acreditación de que quien exhibe el título es el titular del mismo. Aparte de los mencionados, no es exigible ningún otro requisito por cualquier Estado parte de la convención para realizar la reválida: no se requeriría la residencia en el país en el que se pretende revalidar el título ni el pago por derechos de reválida.
No obstante, el texto de la Convención habla de «título o diploma expedido por la autoridad nacional competente», lo cual según Alfonsín excluye del régimen de la Convención a aquellos expedidos por establecimientos privados, municipales, provinciales, religiosos, etc. que no constituyeran «autoridad nacional» en el momento de su expedición.
La Convención se refiere a la reválida automática de los títulos originales y no la reválida de una reválida hecha en otro Estado parte, por lo cual el Estado requerido deberá comprobar que el título sea el expedido originalmente y no un título expedido por reválida de otro.
Para la entrada en vigencia de la convención, de acuerdo con los artículos tercero y cuarto, bastaba con que el Estado que lo aprobara —de acuerdo con lo dispuesto en su legislación interna para la ratificación de tratados— lo comunique a los gobiernos de Argentina y Uruguay sin requisito de número de ratificaciones. Además, admite la adhesión de otros Estados que no hubiesen sido parte del Congreso siguiendo lo establecido por el artículo tercero.
Para la denuncia deberá notificarse a los demás Estados parte y transcurridos dos años terminará el vínculo.

## Historia

### Discusión previa
En la 26° sesión del 21 de enero de 1889 del Congreso Sudamericano de Derecho Internacional Privado que se estaba celebrando en Montevideo presentaron un proyecto de tratado el representante por Bolivia Santiago Vaca-Guzmán, por Paraguay José Zacarías Caminos, por Perú Cesáreo Chacaltana y Manuel María Gálvez, y por Uruguay Ildefonso García Lagos y Gonzalo Ramírez. Este proyecto contaba con tres artículos, de los cuales el primero y el tercero se corresponden aproximadamente a los actuales primero y segundo respectivamente. El segundo artículo del proyecto —no presente en el texto final— trataba sobre la revalidación automática de los grados académicos conferidos por cualquiera de las universidades de un Estado parte en las universidades de los otros Estados parte.
En la 29° sesión del 28 de enero se puso en discusión el proyecto. Al respecto del mismo, el representante por Chile Guillermo Matta manifestó que consideraba innecesario celebrar un tratado sobre profesiones liberales, argumentando que «esta materia está perfectamente reglamentada en Chile y en otras Naciones Americanas, en las cuales hay facilidades para admitir los títulos respectivos, llenándose ciertos requisitos establecidos por las leyes internas», aparte de que «instrucciones especiales de su Gobierno le impedían aprobar el proyecto» si antes no se aceptaba el previo examen de las leyes de instrucción pública de su país. El representante por Brasil Domingos de Andrade Figueira expresó por su parte que no puede aceptar el proyecto debido a que no se siente con el poder de hacerlo —poderes que dijo que son únicamente para tratar sobre Derecho Internacional Privado—, argumentando que la materia del proyecto en debate pertenece a legislación orgánica en el ámbito del derecho público del Estado sobre educación pública. Por otra parte, para Gonzalo Ramírez la materia del convenio sí pertenecía al derecho internacional privado «porque no compromete las relaciones públicas de las Naciones».
Para Manuel María Gálvez el proyecto no pertenecía estrictamente a la esfera del derecho internacional privado, pero consideró conveniente aprovechar la ocasión de que los representantes de varios países sudamericanos estaban reunidos en el Congreso para darle mayor solemnidad y presentarlo como obra de la Asamblea, además de que no estaban reunidos solamente con el fin de establecer una comunidad de principios para buscar soluciones en los conflictos de leyes entre países sudamericanos, sino también para procurar la fraternidad de los pueblos del continente. Asimismo, citó antecedentes de tratados sobre la materia entre otros estados americanos.

### Discusión del articulado
El artículo primero del proyecto fue aprobado aunque suprimiendo la referencia a las profesiones científicas, solo permaneciendo aquellas liberales, con los votos de Argentina, Bolivia, Paraguay, Perú y Uruguay. Votaron en contra Brasil y Chile.
El artículo segundo sobre la validación automática de grados académicos en universidades de un estado parte en las de otros estados partes, a sugerencia del representante por Argentina Manuel Quintana se decidió suprimir.
El artículo tercero sobre los requisitos de la documentación, con una modificación en la forma de redacción, fue aprobado nuevamente con los votos a favor de Argentina, Bolivia, Paraguay, Perú y Uruguay, pasando a ser el segundo en la numeración; en tanto que otra vez Brasil y Chile votaron en contra.
A continuación se agregaron los artículos tercero a sexto, y se aprobó el proyecto en general, quedando abierto a la firma. En la sesión N° 32 del 4 de febrero de 1889 el presidente de la sesión García Lagos invitó a firmar el tratado. Victor Romero del Prado aclara que a pesar de que en las actas pudiera parecer que Brasil y Chile firmaron el tratado por una parte ambigua del texto, debe concluirse que no lo hicieron por todas las manifestaciones de oposición de los representantes de estos estados en sesiones anteriores.

## Estados parte de la convención
| Estado    | Firmado                  | Aprobado                                         | Depósito                               | En vigor                                                  |
| --------- | ------------------------ | ------------------------------------------------ | -------------------------------------- | --------------------------------------------------------- |
| Argentina | 4 de febrero de 1889     | 11 de diciembre de 1894 (Ley N° 3192)            | 11 de diciembre de 1894 (ratificacíon) | En vigor. Sin efecto con respecto a Paraguay y Uruguay.   |
| Bolivia   | 4 de febrero de 1889     | 17 de noviembre de 1903 (Ley del 17/11/1903)     | 17 de noviembre de 1903 (ratificación) | En vigor.                                                 |
| Colombia  | (no asistió al congreso) | 15 de septiembre de 1917 (Ley N° 5/1917)         | 19 de octubre de 1917 (adhesión)       | En vigor.                                                 |
| Ecuador   | (no asistió al congreso) | 22 de mayo de 1928                               | 16 de diciembre de 1932 (adhesión)     | En vigor.                                                 |
| Paraguay  | 4 de febrero de 1889     | 3 de septiembre de 1889 (Ley del 3/9/1889)       | 3 de septiembre de 1889 (ratificación) | En vigor. Sin efecto con respecto a Argentina y Uruguay.  |
| Perú      | 4 de febrero de 1889     | 4 de noviembre de 1889 (Res. Leg. del 4/11/1889) | 4 de noviembre de 1889 (ratificación)  | En vigor.                                                 |
| Uruguay   | 4 de febrero de 1889     | 3 de octubre de 1892 (Ley N° 2207)               | 3 de octubre de 1892 (ratificación)    | En vigor. Sin efecto con respecto a Argentina y Paraguay. |

Los representantes plenipotenciarios de Brasil y de Chile no firmaron el tratado. Colombia, país que no envió representantes al Congreso, adhirió posteriormente al tratado en 1917, aprobado por medio de la ley N° 5 de ese mismo año y cuyo instrumento fue depositado el 19 de octubre.
Respecto de Argentina, Paraguay y Uruguay entre sí, este tratado dejó de tener vigencia debido a que estos países celebraron la Convención sobre el Ejercicio de Profesiones Liberales de 1939 durante el Segundo Congreso Sudamericano de Derecho Internacional Privado que vino a actualizar lo dispuesto en este tratado de 1889. Tiene vigencia respecto de Argentina, Paraguay y Uruguay frente a Bolivia, Colombia y Perú.
Posteriormente en el ámbito del MERCOSUR se adoptaron una serie de actas y protocolos relativos a la revalidación de títulos entre otros temas relacionados.